# الرعاية الصحية في رومانيا
توفر رومانيا مزايا نظام الرعاية الصحية الشامل. تمول الدولة الرعاية الصحية الأولية والثانوية والثالثية. تُموَل حملات الصحة العامة بشكل مستقل من قبل حكومة رومانيا. تتولى وزارة الصحة في رومانيا إدارة قطاع الرعاية الصحية العامة والإشراف عليه. في عام 2013، بلغت الميزانية المخصصة لقطاع الرعاية الصحية 2.6 مليار دولار أمريكي (8.675.192.000 ليو روماني)، أو نحو 1.7% من الناتج المحلي الإجمالي.
تضمن المادة 34 من دستور رومانيا للمواطنين الحصول على الرعاية الصحية، تنص المادة على أن الدولة مُلزمة «بضمان تغطية الرعاية الصحية».
يحق لكل مواطن في رومانيا الحصول على الإجراءات الطبية بصورة مجانية وغير مقيدة، على النحو الذي يحدده الطبيب، شرط حيازته بطاقة صحية بدءًا من 9 سبتمبر 2015، لإثبات التزامه بسداد مستحقات التأمين. يحق لمواطني الاتحاد الأوروبي والمواطنين الرومانيين غير المساهمين بالتأمين المدفوع، الحصول على المساعدة الطبية الطارئة بشكل مجاني.

## الرعاية الصحية الشاملة في رومانيا
طُبق مفهوم الرعاية الصحية الشاملة اسميًا فقط في رومانيا. إذ وجب على المرضى دفع بعض التكاليف الطبية، والرسوم التي تكون أحيانًا باهظة. ونتيجة لذلك، أتيحت الرعاية الصحية فعليًا للطبقة المتوسطة وما يعلوها فقط. وبقيت لأفراد الطبقة العاملة إمكانية الذهاب إلى العيادات أو المستشفيات المجانية التي تديرها جمعيات خيرية.[بحاجة لمصدر]

## تاريخ النظام الصحي الروماني

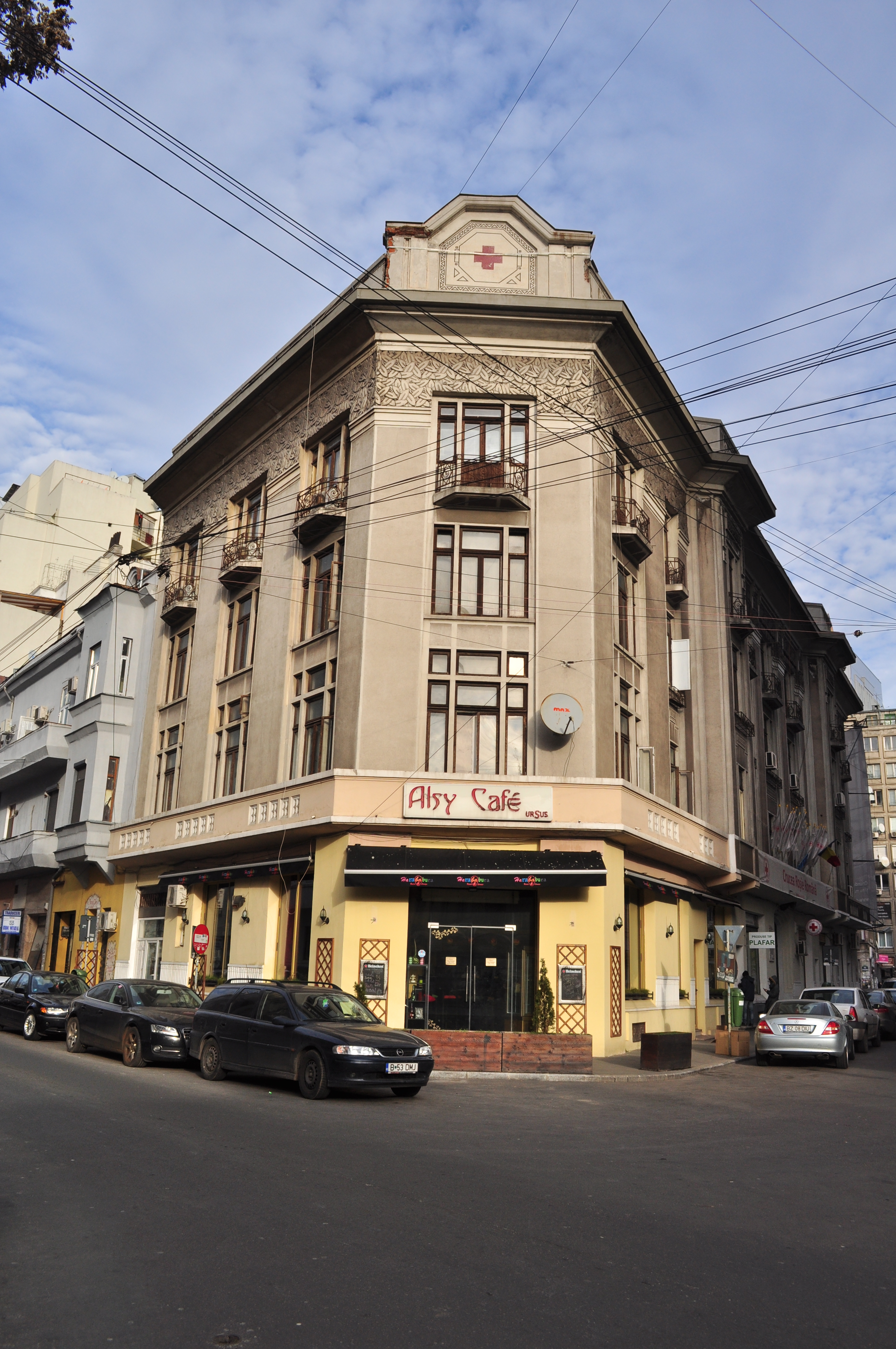
مقرات جمعية الصليب الأحمر الوطنية والتي يعود تاريخ تأسيسها إلى 4 يوليو عام 1876

### التلقيح
بدأ التلقيح في رومانيا منذ القرن السابع عشر، استخدم حينها الناس أساليب بدائية للتلقيح، كغمر الأطفال حديثي الولادة في حليب الأبقار المصابة بالجدري. ومع تزايد الأطباء، أُدخلت أساليب التلقيح الحديثة. بدءًا من عام 1800، تلقى الأطفال جرعة منتظمة من لقاح الجدري.
من القرن التاسع عشر وحتى اليوم، أصبح تلقيح جميع الأطفال ضد التهاب الكبد ب والسل والكزاز وشلل الأطفال والحصبة الألمانية والخناق إلزاميًا. اللقاحات مجانية وتُجرى في أي عيادة أطفال معتمدة. تتوفر أيضًا لقاحات إضافية اختيارية، كاللقاح ضد الإنفلونزا، وهي مجانية كل عامين.

### زرع الأعضاء
رومانيا اليوم من الدول التي تحقق أعلى نسب نجاح في عمليات زرع الأعضاء.
أُجريت أول عملية زرع في رومانيا في عام 1958. نفذ الدكتور أغريبا أيونسكو عملية زرع جلد. وجرت أول عملية زرع كبد تجريبية في مستشفى فلوريسكا في بوخارست. لكنها كانت مجرد محاولة.
في عام 1980، في معهد «فوندين كلينيك» في بوخارست، نجح الأستاذ يوجين بروكا في زرع كلية من أم إلى ابنها. واصلت رومانيا إحراز التقدم التقني سنويًا إلى جانب زيادة عدد المانحين.
في عام 2013، انضمت رومانيا إلى قائمة الدول صاحبة أكبر عدد من عمليات زرع الأعضاء المنفذة. كانت رومانيا الرائدة بأكبر عدد من عمليات الزرع المُنجزة على المستوى الأوروبي، إذ سجلت 60 مانحًا في الأشهر الأربعة الأولى من عام 2013، أجريت في ذلك العام 120 عملية زرع كلى و53 عملية زرع كبد. وفقًا للطبيبة إيرينيل بوبسكو، ربما كان العام 2013 أفضل عام في تاريخ عمليات زرع الأعضاء في رومانيا، ووفقًا لشركة ميديا فاكس، انضمت 32 مستشفى أخرى إلى برنامج زرع الأعضاء، عبر المشاركة في تحديد المتبرعين المحتملين والحفاظ على المتوفين دماغيًا المرشحين لمنح الأعضاء في حالة مستقرة.

### ازدهار المستشفيات الخاصة في أواخر العقد الأول من القرن الحالي
مع انضمام رومانيا إلى الاتحاد الأوروبي في 2007، ارتفع عدد المستشفيات الخاصة. توجد في الوقت الحالي 130 مستشفى/عيادة خاصة في رومانيا.
تنامت شعبية المستشفيات الخاصة، خصوصًا مع اقتراح الخصخصة في عام 2011. يختار المزيد من الرومانيين خطط التأمين الخاصة، التي توفر المعالجة في مستشفيات خاصة.
يرجع هذا التحول المفاجئ إلى الخدمات المتميزة التي تقدمها المستشفيات الخاصة، إذ تكون أكثر ملاءمة للمرضى مقارنةً بالمستشفيات العامة، إلى جانب المعدات الأحدث فيها.
انتُقدت المستشفيات الخاصة مع ذلك، فرغم تجهيزاتها الطبية الحديثة، يُنقل أي مصاب بحالة طبية خطيرة (كنزيف داخلي كبير) إلى مستشفى عام. وذلك لأن العدد الأكبر من المتخصصين موجود في المستشفيات العامة ويكون هؤلاء أكثر كفاءة في مثل تلك الحالات.

## الأطباء الرومانيون
في أوائل القرن الثامن عشر، أرسل الأرستقراطيون أبناءهم إلى فيينا أو باريس لدراسة الطب، ليعودوا إلى رومانيا لاحقًا لممارسته. شاعت هذه الظاهرة كثيرًا في نهاية المطاف، لدرجة أن معظم الأطباء الرومانيين تلقوا تعليمًا خارجيًا، شارك هؤلاء الأطباء معارفهم مع الأطباء الشباب. وتوقفت ظاهرة إرسال طلاب الطب إلى الخارج مع افتتاح أول كلية طب في رومانيا.

## المنشآت والتجهيزات

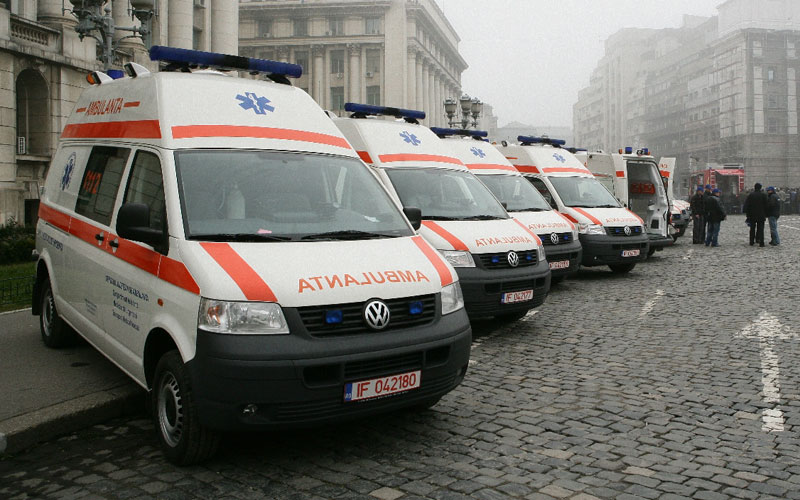
سيارات إسعاف في بوخارست

في عام 2013، بلغ عدد المستشفيات في رومانيا 425 مستشفى (مستشفى واحدة لكل 43000 نسمة). نظريًا، جميعها مجهزة بغرفة طوارئ وغرفة عمليات. يوجد 6.2 سرير متاح في المستشفى لكل 1000 نسمة. صنفت وزارة الصحة 461 مستشفى في رومانيا في عام 2011 في فئات، فجاءت 58% منها في الفئتين الأضعف: الرابعة والخامسة. قُسمت المؤسسات الصحية إلى خمس فئات، تمثل الفئة الأولى الحد الأعلى من الكفاءة. في بوخارست، صُنفت 19 مستشفى فقط في الفئة الأعلى. تضم هذه المستشفيات 34 قسمًا تغطي كل الاختصاصات وخطوط الطوارئ والعيادات الخارجية لجميع الأقسام، إلى جانب الاختصاصيين الطبيين في كل قسم وتَوَفّر المعدات الطبية عالية الأداء. ووفقًا لنفس التصنيف، تقع المستشفيات ذات الكفاءة العالية خارج العاصمة في كلوج نابوكا (أربع)، وأياسي وتيميشوارا (اثنتان لكل منهما)، وكونستانتسا وترجو موريش (واحدة لكل منهما).
تستخدم رومانيا نحو 2600 سيارة إسعاف، وخططت الحكومة لشراء 1250 سيارة إضافية بحلول 2015. تمتلك رومانيا أيضًا وحدة استجابة للطوارئ متخصصة (إس إم يو آر دي)، تعمل في حالات الطوارئ الكبرى، بشكل مستقل عن الاستجابة العادية للطوارئ. يمكن طلبها عن طريق الاتصال بالرقم 112.
إجمالًا (مجمل أسطول الشؤون الداخلية وإس إم يو آر دي)، تمتلك رومانيا 32 طائرة مجهزة للاستجابة لحالات الطوارئ الطبية.

## جودة الرعاية الصحية
المرافق الطبية في المناطق الحضرية الرئيسية مجهزة بشكل جيد عمومًا، وتوفر رعاية صحية خاصة على مستوى عالمي. تعد الرعاية الصحية في المناطق الريفية والبلدات الصغيرة دون المستوى المطلوب، إذ يُطلب من المرضى غالبًا شراء اللوازم الأساسية مثل القفازات والمحاقن.

## الأدوية
يحق لجميع المواطنين تلقي مساعدة مالية لشراء الوصفات الطبية، بغض النظر عن وضعهم المالي. الشرط الوحيد المطلوب هو مساهمتهم في الصندوق الوطني للتأمينات الاجتماعية. عمليًا، يمكن الحصول على أي دواء (عدا الأدوية المكافئة) بخصم. يمكن الاستفادة من الخصم عن طريق الحصول على وصفة طبية من طبيب. الخصم مباشر عند نقطة الدفع، وتُحصّل الصيدليات أموالها من وزارة الصحة.
توجد أدوية تُعطى مجانًا. أدوية الأمراض المدرجة في البرامج الصحية الوطنية مجانية لأي شخص، دون النظر إلى حالته المالية. تُغطى عادةً أدوية الأمراض المزمنة.
تُوزع مانعات الحمل مجانًا للمراهقين والأشخاص ذوي الدخل الشهري المتواضع.
بدءًا من يوليو 2012، أصبح من الإلزامي إصدار جميع الوصفات بصيغة رقمية فقط.